# Spencer Tracy
Spencer Tracy (Milwaukee, 1900. április 5. – Beverly Hills, 1967. június 10.) kétszeres Oscar-díjas amerikai színész, aki 1930 és 1967 között 74 filmben szerepelt. Gyakran emlegetik az amerikai filmtörténet egyik legjobb színészeként. 1999-ben az Amerikai Filmintézet kilencedikként sorolta minden idők legnagyobb férfiszínészei közé. Őt és Laurence Olivier-t jelölték a legtöbbször (mindkettőjüket kilencszer) a legjobb férfi főszereplő Oscar-díjára.

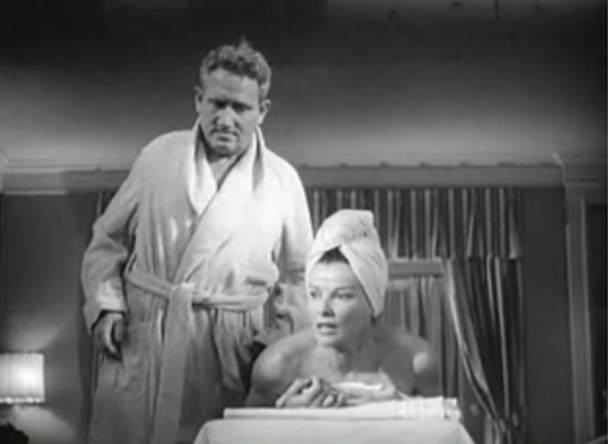
Spencer Tracy Katharine Hepburn-nel az Ádám bordája című filmben

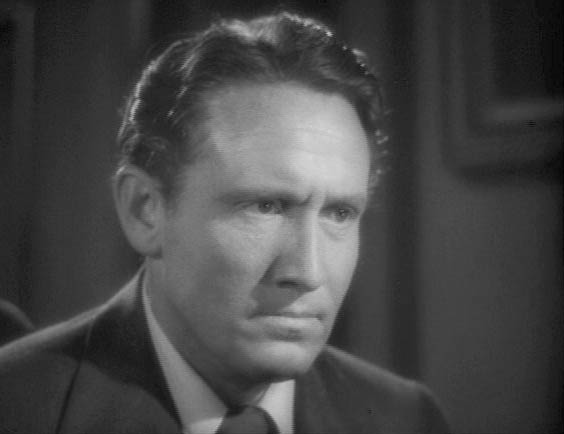
Spencer Tracy 1941-ben, a Dr. Jekyl és Mr. Hyde-ban

## Pályafutása
Spencer Tracy az ír-amerikai katolikus John Edward Tracy és a protestáns Caroline Brown gyermekeként született a wisconsini Milwaukee városában. 1917-ben otthagyta a középiskolát, és jelentkezett a haditengerészet soraiba. Az első világháborút a Norfolk tengerészeti hajógyárban, Virginia államban töltötte. A háború után újra tanulni kezdett, a középiskolát végül 1921-ben végezte el. 
Idővel Ripon College hallgatója lett, itt kezdett el érdeklődni a színjátszás iránt. Ezután felvették a New York-i Academy of Dramatic Arts hallgatói közé. Első szerepét 1922-ben kapta a Broadwayen Karel Čapek R.U.R. című színdarabjában, ahol egy robotot játszott. 1923-ban feleségül vette Louise Treadwell színésznőt, akivel két gyerekük született, John és Louise (Susie). 1930-ban fedezte fel John Ford, aki azonnal szerződtette is a 20th Century Fox stúdió Felfelé a folyón című filmjéhez. Rövidesen családjával Hollywoodba költözött, ahol öt éven belül 25 filmet forgatott.
1935-ben átszerződött az MGM stúdióhoz, és három éven belül kétszer kapta meg a legjobb férfi főszereplő Oscar-díját, 1937-ben A bátrak kapitánya, 1938-ban pedig a Fiúk városa főszerepéért. Hét másik filmben pedig Oscar-díjra jelölték, 1936-ban a San Francisco, 1950-ben Az örömapa, 1955-ben Az igazság napja, 1958-ban Az öreg halász és a tenger, 1960-ban az Aki szelet vet, 1961-ben az Ítélet Nürnbergben, 1967-ben pedig posztumusz a Találd ki, ki jön ma vacsorára! című filmekben nyújtott alakításaiért.
1941-ben hosszú viszonyt kezdett Katharine Hepburnnel, és bár elköltözött feleségétől, katolikusként soha nem tudtak elválni. Hepburnnel összesen kilenc filmben szerepeltek együtt. Utolsó filmje, az 1967-es Találd ki, ki jön ma vacsorára! forgatása után tizenhét nappal szívinfarktust kapott és meghalt.
Évtizedekkel a halála után Tracyt még mindig az egyik legsokoldalúbb színészként tartják számon. Meggyőzően játszott hőst, gonoszt, vagy akár komédiást. Ő volt Hollywood egyik első „realista” színésze, alakításai pedig kiállták az idő próbáját.
1988-ban a Kaliforniai Egyetem Los Angeles-i kara és Susie Tracy megalapították a Spencer Tracy-díjat, amit filmszínészek kapnak munkásságuk elismeréseként. A díjazottak közt van William Hurt, James Stewart, Michael Douglas, Denzel Washington, Tom Hanks, Anthony Hopkins, Jodie Foster, Harrison Ford, Anjelica Huston, Nicolas Cage, Kirk Douglas, Jack Lemmon, és Morgan Freeman.

## Filmjei
- The Strong Arm (1930)
- Taxi Talks (1930)
- The Hard Guy (1930)
- Felfelé a folyón (1930)
- Quick Millions (1931)
- Six Cylinder Love (1931)
- Goldie (1931)
- She Wanted a Millionaire (1932)
- Sky Devils (1932)
- Disorderly Conduct (1932)
- Fiatal Amerika (1932)
- Society Girl (1932)
- The Painted Woman (1932)
- Me and My Gal (1932)
- 20 000 év a Sing Singben (1933)
- The Face in the Sky (1933)
- Shanghai Madness (1933)
- The Power and the Glory (1933)
- Az én házam az én váram  (Man's Castle) (1933)
- Társasági lány (1933)
- The Mad Game (1933)
- The Show-Off (1934)
- Looking for Trouble (1934)
- Bottoms Up (1934)
- Now I'll Tell (1934)
- Marie Galante (1934)
- It's a Small World (1935)
- The Murder Man (1935)
- Dante pokla (1935)
- Whipsaw (1935)
- Csőcselék (1936)
- Téboly (1936)
- San Francisco (1936)
- Bulvár románc (1936)
- A megrágalmazott hölgy (1936)
- They Gave Him a Gun (1937)
- A bátrak kapitánya (1937)
- A nagyváros (1937)
- A próbakisasszony (1937)
- Berepülőpilóta (1938)
- Hollywood Goes to Town (1938)
- Fiúk városa (1938)
- For Auld Lang Syne: No. 4 (1939)
- Hollywood Hobbies (1939)
- Stanley és Livingstone (1939)
- Elveszem ezt az asszonyt (1940)
- Northward, Ho! (1940)
- Északnyugati átjáró (1940)
- Edison, a férfi (1940)
- Olajváros (1940)
- Férfiak a fiúk városából (1941)
- Ördög az emberben (Dr. Jekill és Mr. Hyde) (1941)
- Az év asszonya (1942)
- Ring of Steel (1942) (narrátor)
- Kedves csirkefogók (1942)
- A láng őrzője (1942)
- His New World (1943) (narrátor)
- A pasas neve: Joe (1943)
- A hetedik kereszt (1944)
- 30 másodperc Tokió fölött (1944)
- Szerelem nélkül (1945)
- A gyeptenger (1947)
- Cass Timberlane (1947)
- Államok szövetsége (1948)
- Edward fiam (1949)
- Ádám bordája (1949)
- Malaya (1949)
- Father of the Bride (1950)
- A nép kontra O'Hara (1951)
- A papa kedvence (1951)
- Vád O`Hara ellen (1951)
- Pat és Mike (1952)
- Plymouthi kaland (1952)
- A színésznő (1953)
- A kettétört lándzsa (1954)
- Rossz nap Black Rocknál (1955)
- A hegység (1956)
- Íróasztalkészlet (1957)
- Az öreg halász és a tenger (1958)
- Az utolsó hurrá (1958)
- Aki szelet vet (1960)
- Találkozás az ördöggel (1961)
- Ítélet Nürnbergben (1961)
- A vadnyugat hőskora (1962) (narrátor)
- Bolond, bolond világ (1963)
- Találd ki, ki jön vacsorára! (1967)

## Fontosabb díjai
Oscar-díj
- Legjobb férfi főszereplő – A bátrak kapitánya (1938)
- Legjobb férfi főszereplő – Fiúk városa (1939)

Golden Globe-díj
- Legjobb férfi főszereplő (filmdráma) – A színésznő (1954)

BAFTA-díj
- Legjobb férfi főszereplő – Találd ki, ki jön vacsorára! (1969)

Cannes-i fesztivál
- Legjobb férfi alakítás – Rossz nap Black Rocknál (1955)

David di Donatello-díj
- Legjobb külföldi színész – Ítélet Nürnbergben (1962)
- Legjobb külföldi színész – Találd ki, ki jön vacsorára! (1968)

## Fordítás
Ez a szócikk részben vagy egészben  a   Spencer Tracy című angol Wikipédia-szócikk fordításán alapul.  Az eredeti cikk szerkesztőit annak laptörténete sorolja fel. Ez a jelzés csupán a megfogalmazás eredetét és a szerzői jogokat jelzi, nem szolgál a cikkben szereplő információk forrásmegjelöléseként.